# 新田青雲中等教育学校
新田青雲中等教育学校（にったせいうんちゅうとうきょういくがっこう，英: Nitta Seiun Secondary Education School）は、愛媛県松山市山西町にある私立中等教育学校である。2003年4月7日に開校した。なおこの学校の現在（2022年度）の校長は池田浩である。

## 沿革

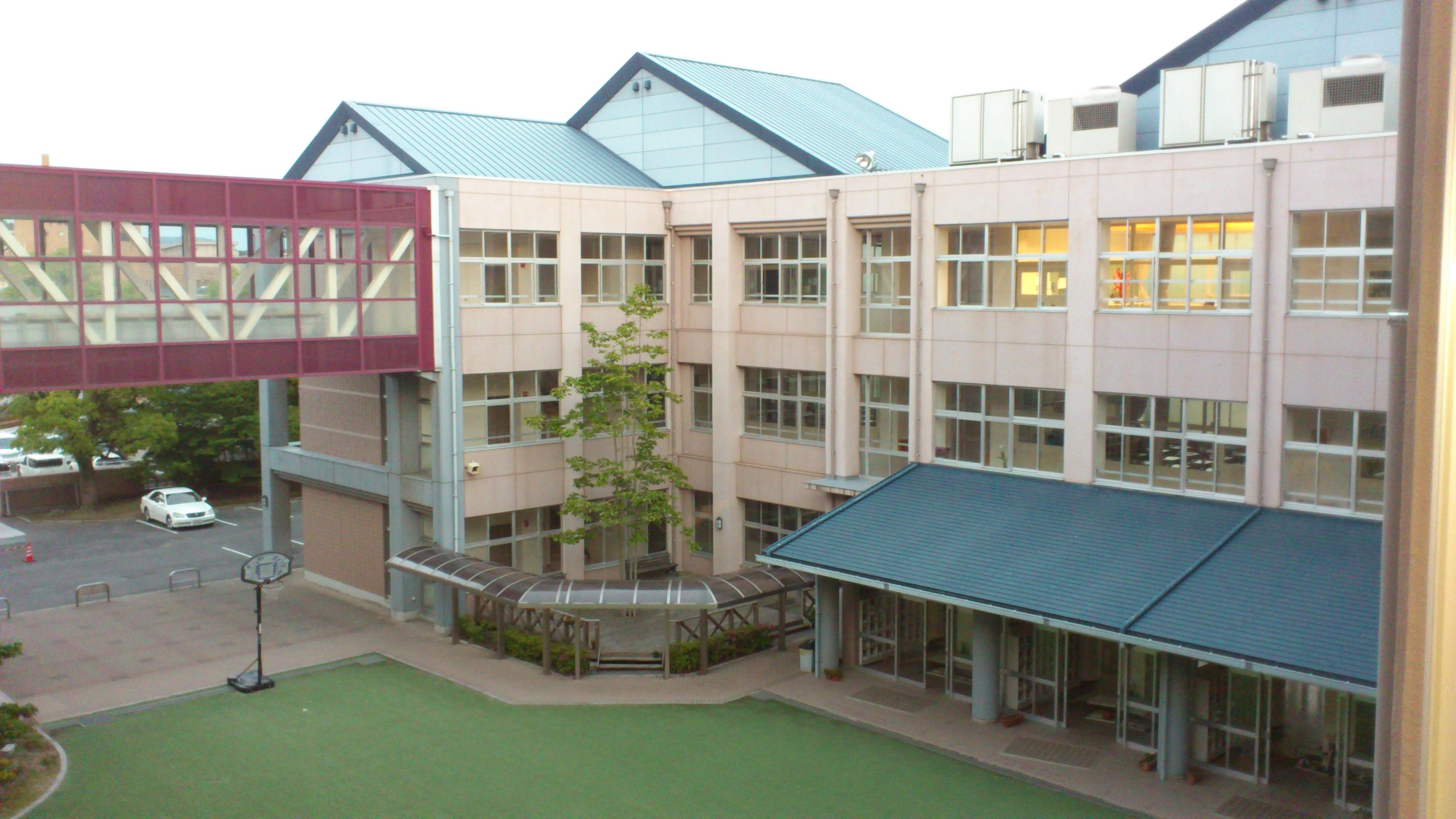
人工芝の中庭

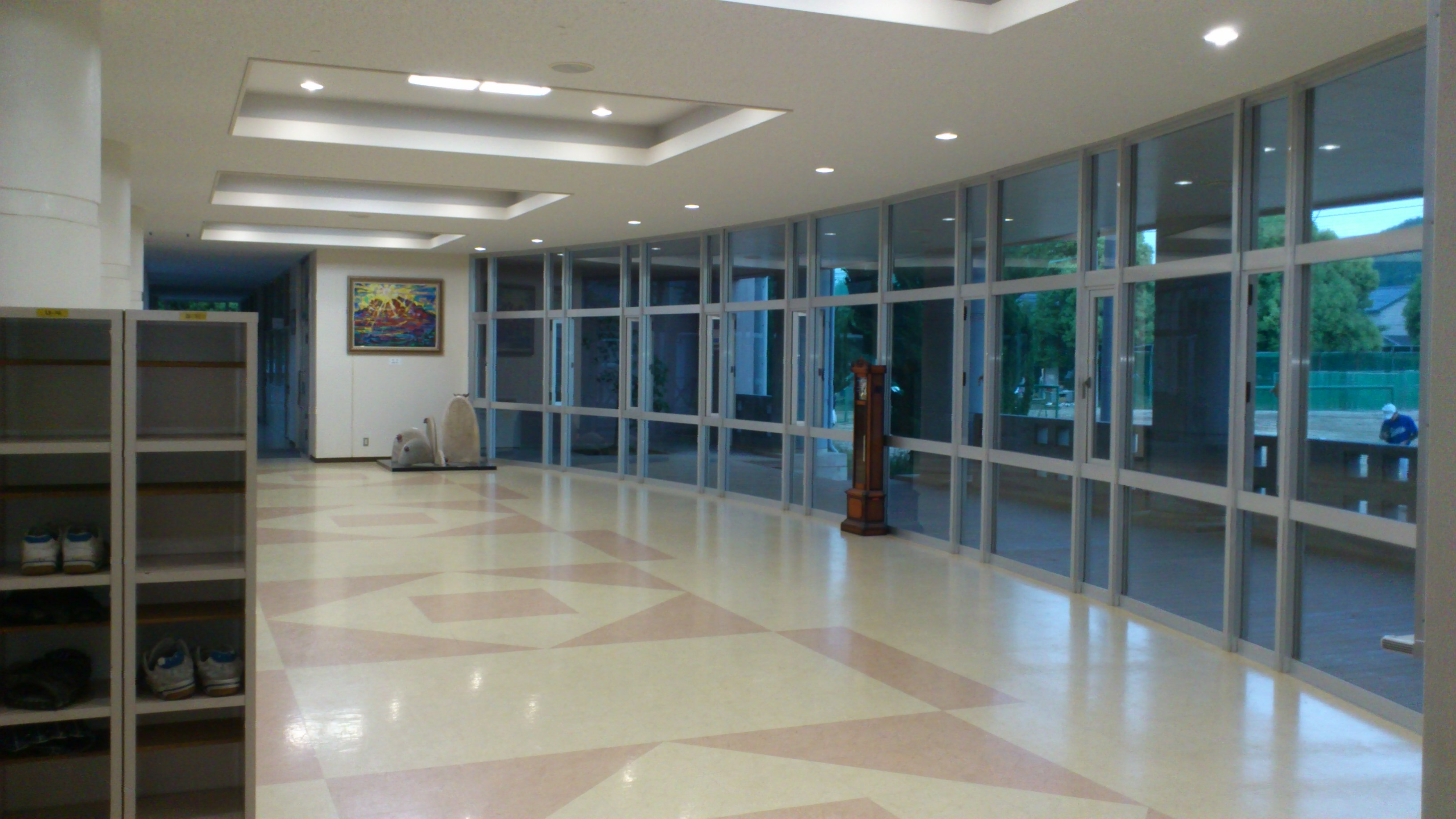
生徒が行きかうエントランスホール

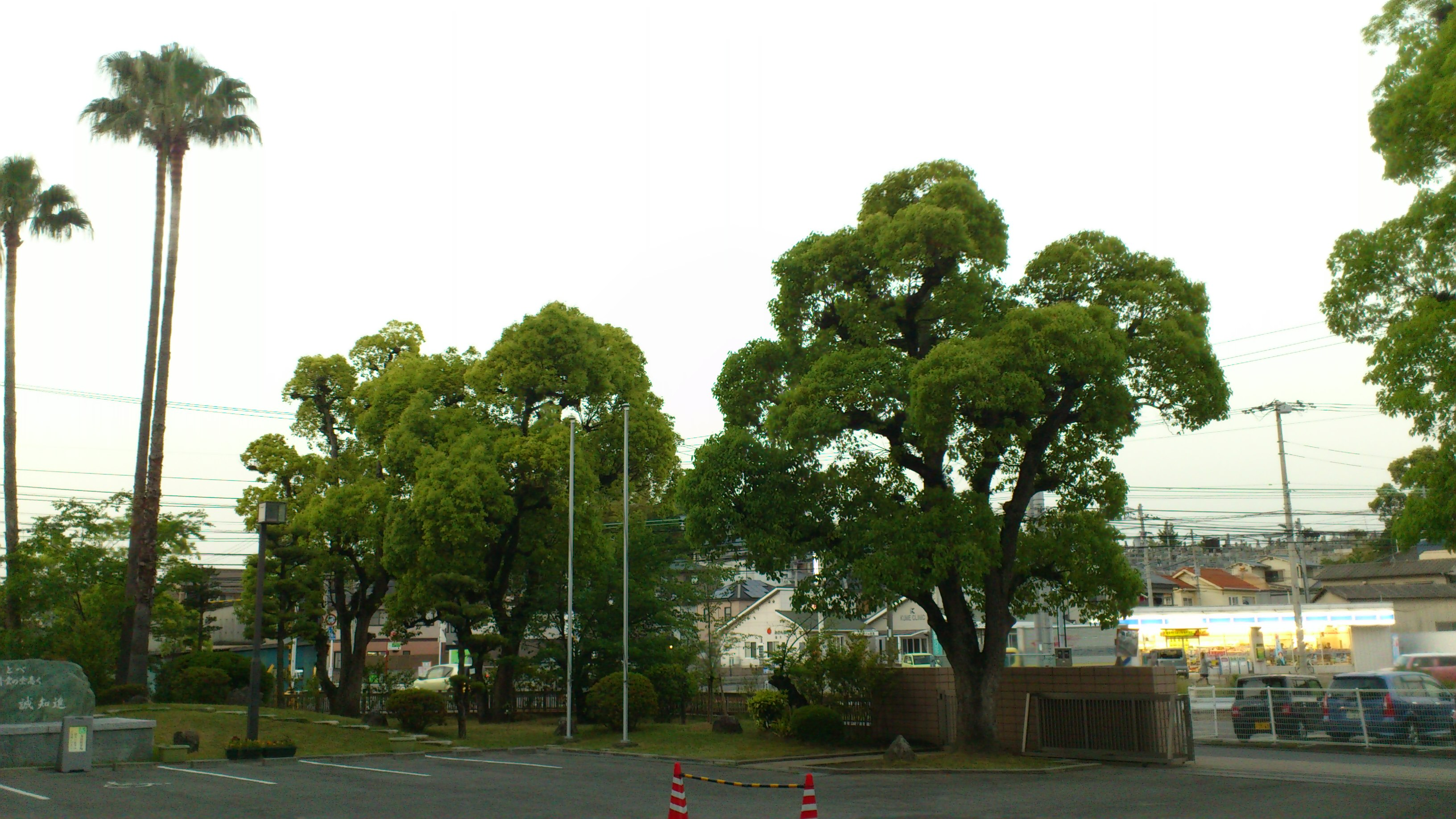
校訓石碑付近

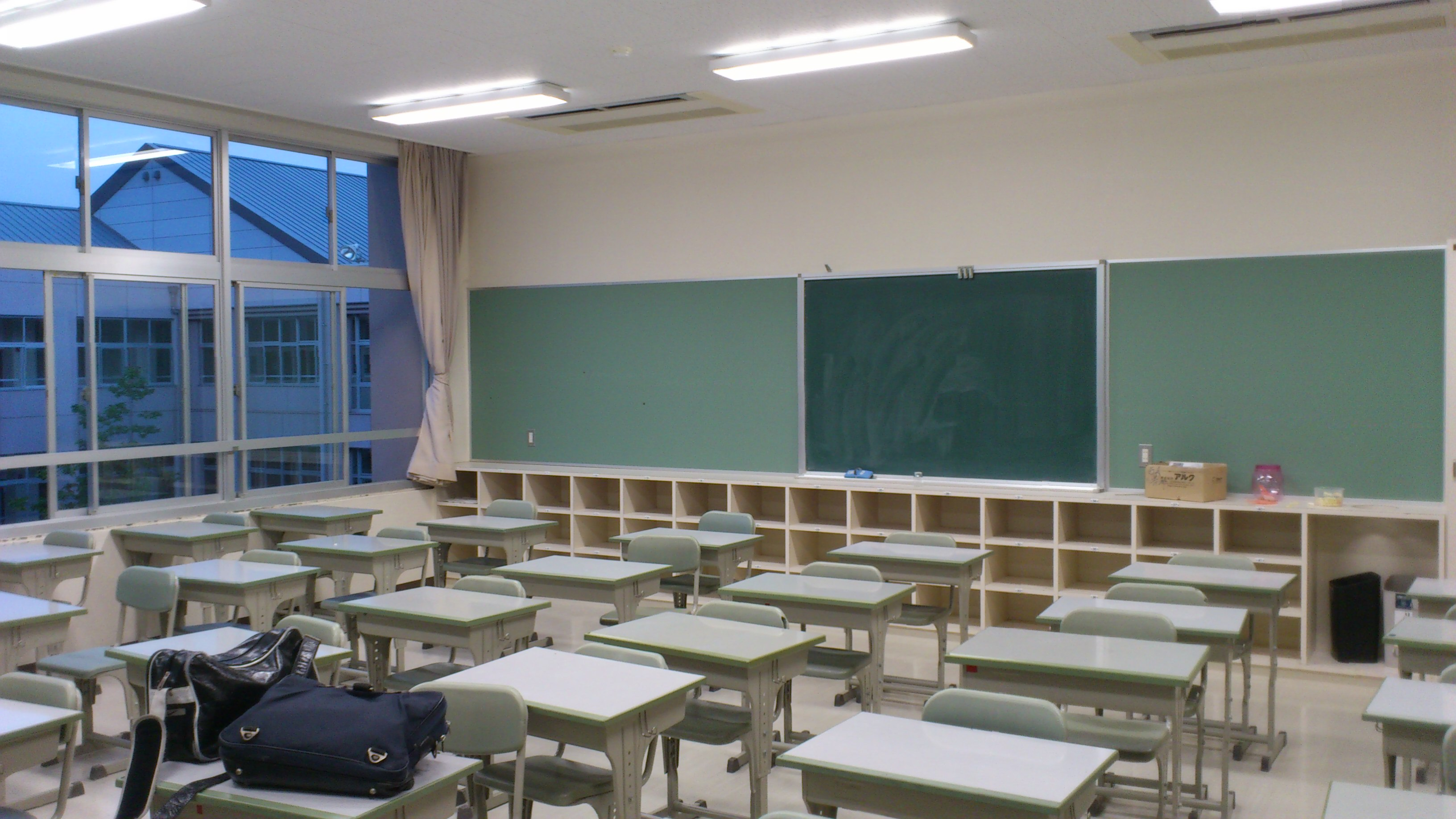
一般的な教室

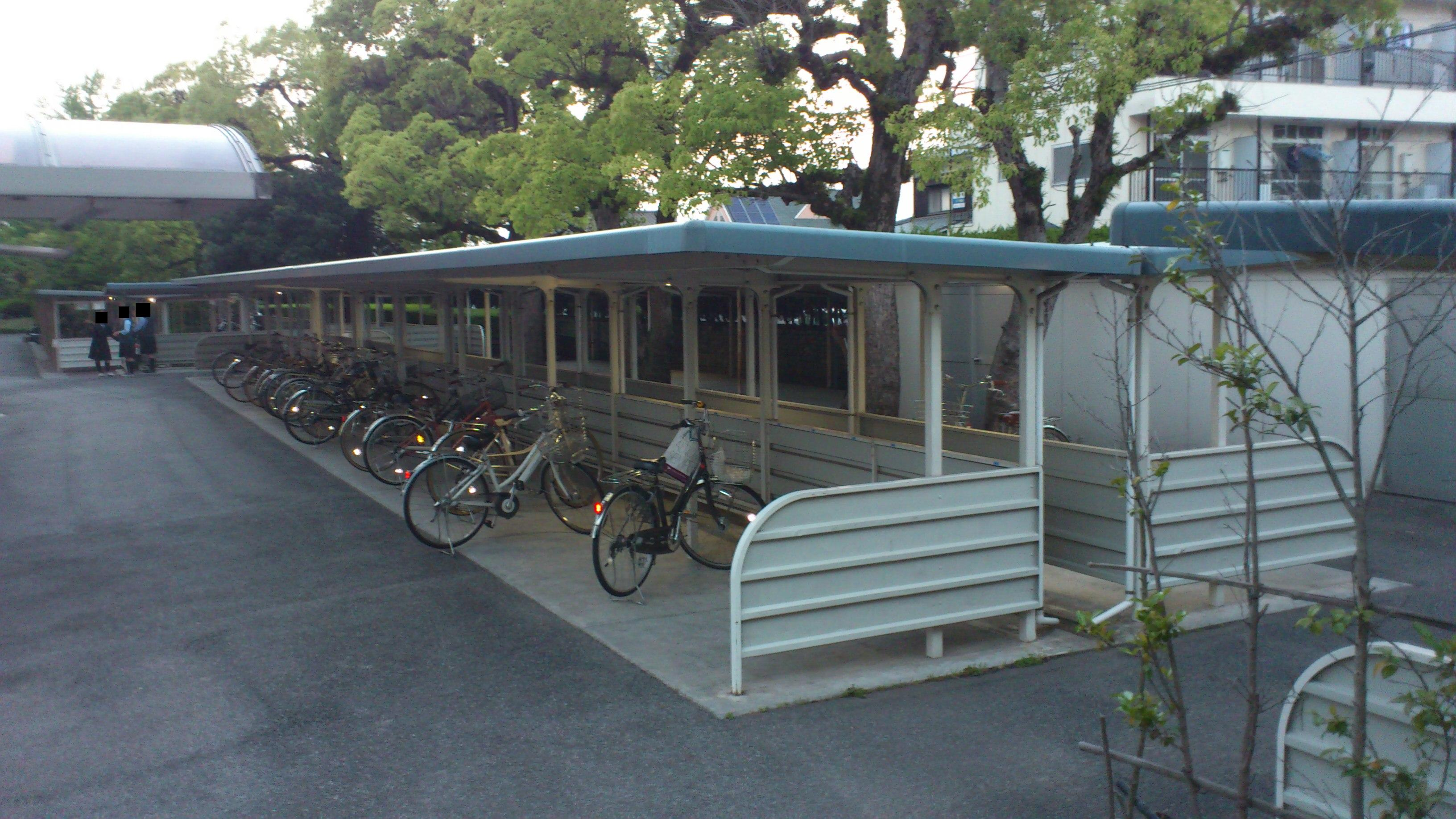
自転車置き場

### 年表
- 2001年11月14日 - 新田学園理事会で「新田青雲中等教育学校」の設立を承認
- 2002年
  - 1月23日 - 新田青雲中等教育学校の設置認可申請
  - 2月18日 - 設置認可内定
  - 4月1日 - 開校準備室発足
  - 4月6日 - 校舍地鎮祭・起工式
- 2003年
  - 1月14日 - 校舍竣工
  - 2月1日 - 校舍定礎式・竣工式
  - 3月14日 - 新田青雲中等教育学校の設置認可
  - 4月1日 - 石丸和弘が初代校長に就任
  - 4月7日 - 開校式・第1回入学式
  - 4月8日 - 柔・剣道場開き
  - 4月26日 - 第1期生入学記念植樹
  - 6月21日 - 弓道場開き
  - 11月1日 - PTA設立総会
- 2005年
  - 3月31日 - 第7グラウンド整備・体育倉庫落成
- 2006年
  - 7月3日 - 収容定員変更(学年120人)申請
  - 8月18日 - 収容定員変更認可
  - 9月9日 - 体育館地鎮祭・起工式
- 2007年
  - 3月30日
    - 体育館(ステージを弓道場と兼用)竣工・引渡し
    - 校舍3階改修(会議室・弓道場を普通教室に)完成

  - 4月2日 - 自転車

## 教育内容

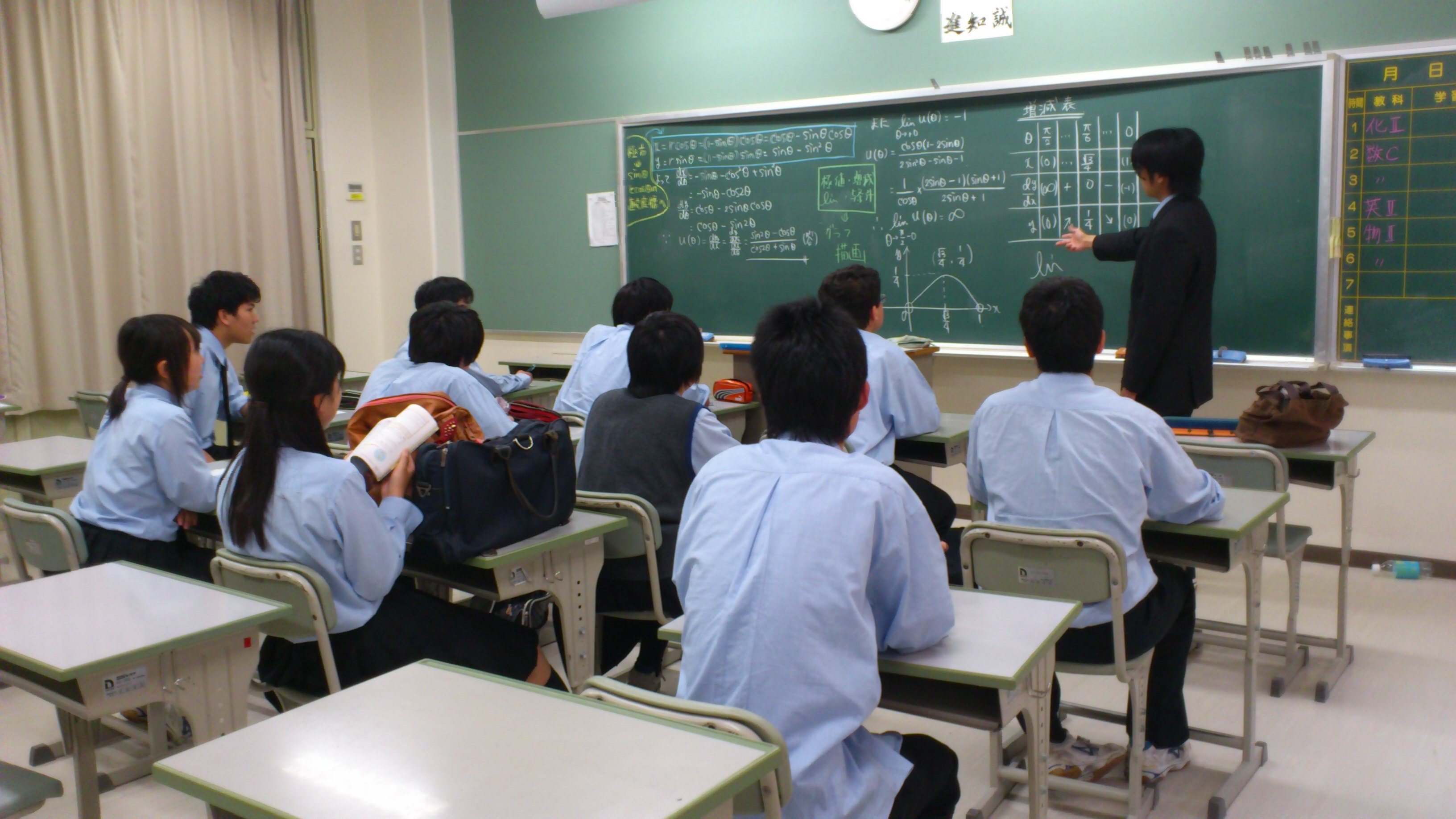
有志生徒による数学Ⅲ勉強会

### 青雲の志
「二十一世紀を担う、優れた知性と豊かな人間性を備えた人材の育成」を目標に、「学力養成」「心の教育」「感動の教育」「面倒見の良さ」を指導の四本柱として実現を目指す。

生徒たちが、自分の可能性を発見し、理想に向かって進めるよう、あらゆる方向から手助けをすることが、「真の英才教育」とし、学力は勿論のこと、生徒の持つ好奇心や探究心を引き出し、可能性を最大限に伸ばしながら、思いやりの心、感動の心を持った人間を育てる。

### インスパイアリングレクチャー
インスパイアリングレクチャー(Inspiring Lectures)とは先人からの人生の教訓を学び、刺激を受け、自分の生き方を見出すための講座。

毎月1回、外部講師が、様々な経験・携わっている仕事・人生観・生き方などを講義し、生徒の夢を広げる教育の一環として行われる。

### 心の教育
中等1年次から中等3年次までの"前期課程"において、1年次に剣道と茶道、2年次に柔道と華道、3年次に弓道を男女問わず全員で履修する。

しつけ教育を重視し、日本の文化や日本の心を知り、自分を律していく精神力や礼儀を身につけることを狙いとしている。

### 校風
自由な校風を掲げている。校則が無いことを標榜しており、生徒は責任の伴う高度な自由が保障される。
また、全生徒が生徒会の一員であり、総選挙で選ばれる生徒会執行部を支えるという構造をとっている。
生徒会執行部には予算編成など、ある程度強い権力が与えられ、学校運営そのものに生徒が関わることが可能な生徒自治という体系が実施されている。
その他、各HRの学級委員長と副学級委員長で構成される特別委員会が存在し、こちらも生徒会に対し生徒の意見を直接上奏できる権利を持つ。

### 校歌
作詩：生徒有志　補綴・作曲：林望　編曲：新垣隆
生徒たちの思いを繋ぎ合わせて2008年2月に完成、同年4月の入学式で初披露された。
作"詞"ではなく作"詩"と表記するのは林望の意向によるものである。林望は、「作詩」という言葉について、『「詞」という言葉は、中国語では流行歌のテキストの意味で、芸術歌曲のなどの場合は、歌謡曲などと区別して「詩」を歌うという立場から、私は必ず「作詩・歌詩」としております。今度の校歌の場合も生徒たちの心のこもった「詩」であって、通俗の「詞」ではないという意味で「作詩・歌詩」をお使いいただけたら幸いです。』と述べている。

### 青雲祭
毎年6月第3土曜日に実施される文化祭。
毎回、漢字一字のテーマが決められる。
当初は生徒の家族などのへの公開に限られていたが、第7回青雲祭(2012年)から学校見学を兼ねた小学生向けの一般公開を行なっている。

### スポーツフェスティバル(S.F.)
毎年9月第1土曜日に実施される体育祭。
華炎(かえん)・蒼天(そうてん)・黄輝(こうき)の3グループに分かれ競技を行い、競技部門・応援部門・装飾部門・総合の四種の優勝が決められる。

## 委員会活動
2009年の生徒総会で可決され、翌年に6つの委員会が設立された。
- 航跡編集委員会(生徒会誌の制作を担当)
- 図書委員会
- 美化委員会
- 文化委員会(2010年"文化行事実行委員会"から改称)
- 保健体育委員会
- ボランティア委員会

また、これらとは厳密には異なるが、各HR委員長・副委員長で構成される特別委員会が存在する。

## 部・同好会活動
2012年4月現在、体育系・文化系を合わせて1８の部・同好会が設立されている。

### 体育系
- 弓道部
- 剣道部

- サッカー部
- 卓球部

- バスケットボール部
- 陸上部

- バレーボール部

- テニス部

### 文化系
- 囲碁・将棋部
- 音楽部

- 科学部
- 茶道部

✳︎軽音部
- 手話部
- 新聞部

- 美術部
- 放送部

- 英会話部
- 文芸部

✳︎数学研究同好会

## 交通アクセス
最寄駅は■高浜線山西駅である。

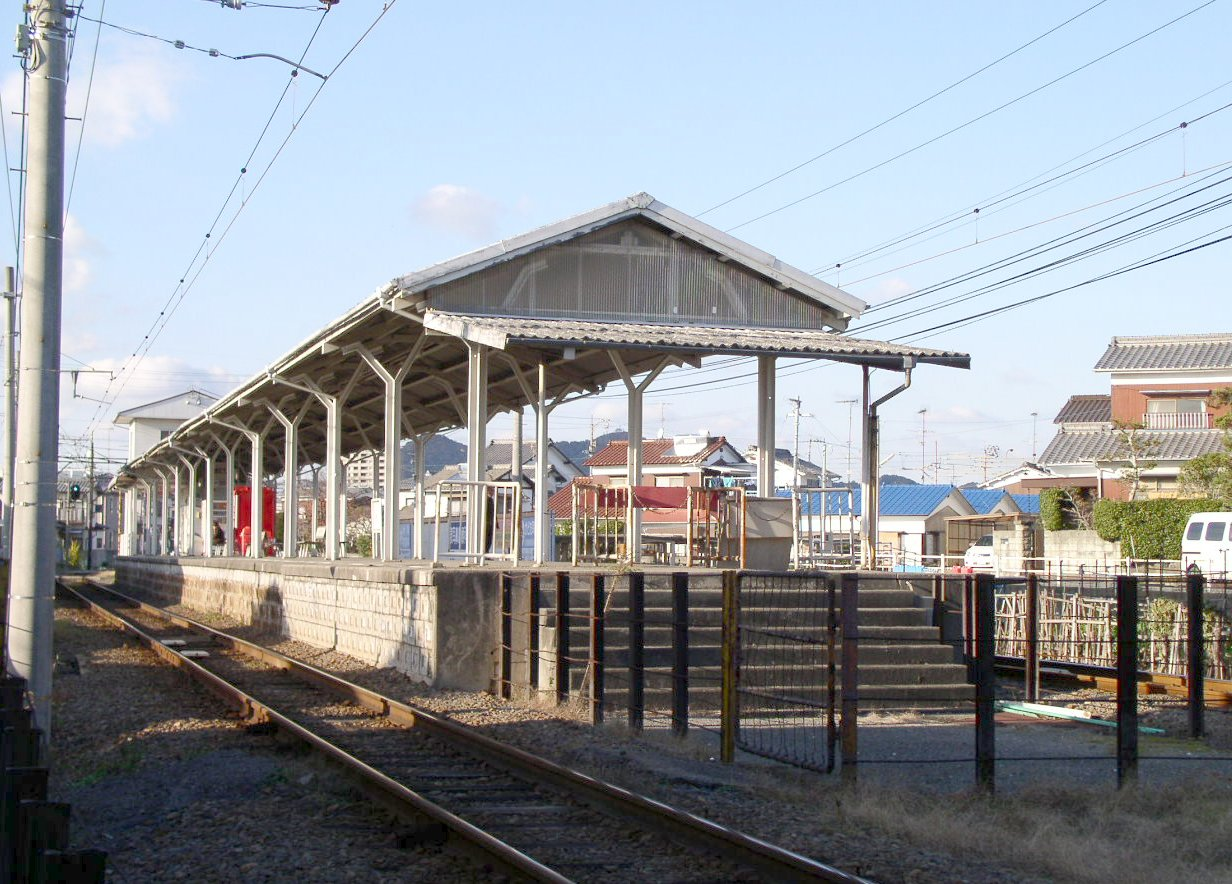
最寄駅である伊予鉄道山西駅

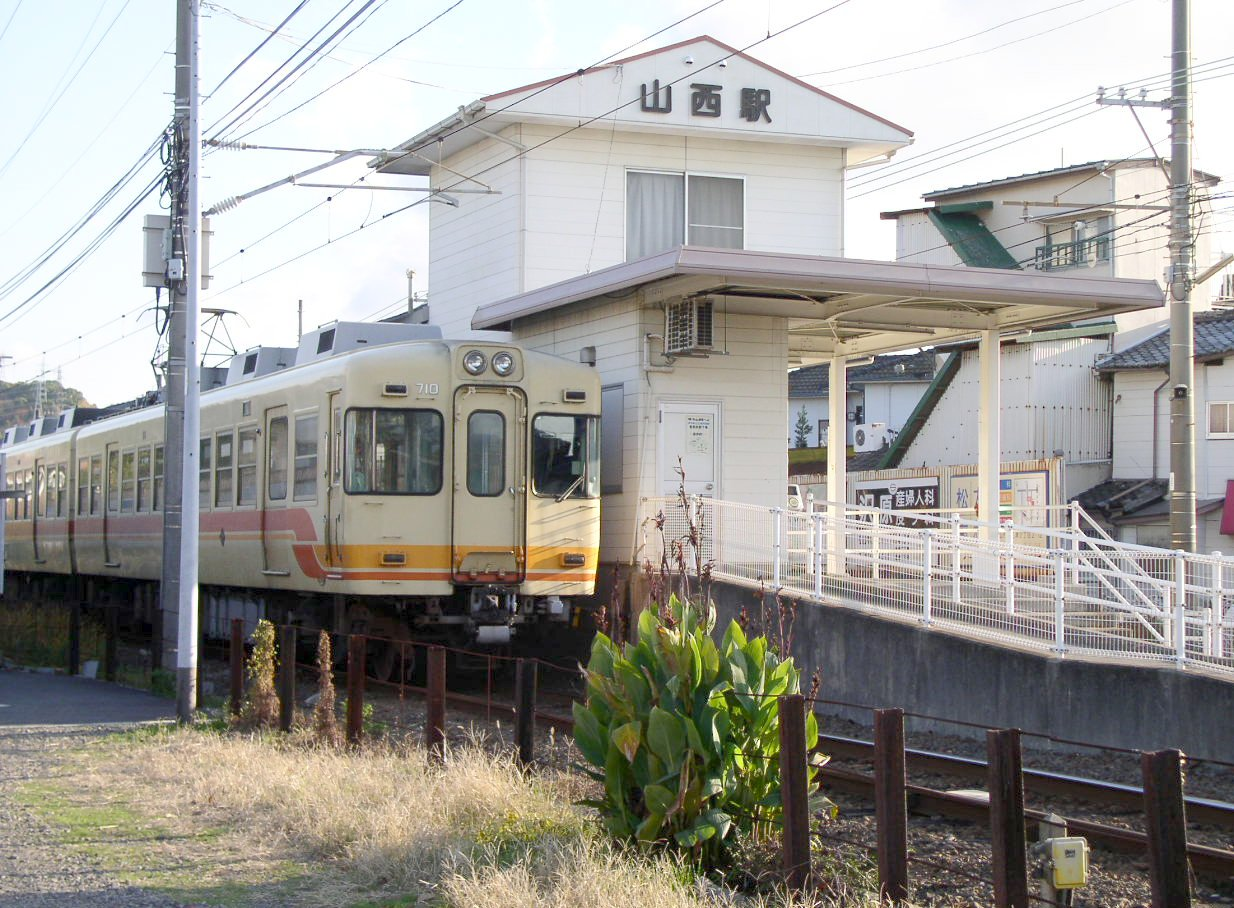
改札口側から見た山西駅

- ■高浜線山西駅から徒歩3分程度。（松山市駅－山西間11分）[2]
- 予讃線三津浜駅から徒歩12分程度[2]。
- 松山空港よりタクシーで約15分[2]。
- 松山観光港よりバス山西停留所まで約15分[2]。

## 併設校
- 新田高等学校

## 姉妹校
- C．K．マックラチー高校 （C. K. McClatchy High School、アメリカ・カリフォルニア州サクラメント）

## 卒業生
- 大堀結衣（元愛媛朝日テレビ、元北海道放送（HBC）アナウンサー）
- 西山将貴（映画監督）
- 高須賀友香(地下アイドル)

## 参考書籍
- 「新田学園 創立七十周年記念誌」
- 「新田青雲中等教育学校学校案内パンフレット2013年度版」